# Isoscelipteron leveri
Isoscelipteron leveri är en insektsart som först beskrevs av Douglas E. Kimmins 1951.  Isoscelipteron leveri ingår i släktet Isoscelipteron och familjen Berothidae. Inga underarter finns listade i Catalogue of Life.